# Étriché
Étriché é uma comuna francesa na região administrativa da Pays de la Loire, no departamento de Maine-et-Loire. Estende-se por uma área de 19,6 km². Em 2010 a comuna tinha 1 569 habitantes (densidade: 80,1 hab./km²).